# الأصيرم
عمرو بن ثابت الملقّب بـ الأصيرم (المتوفي سنة 3 هـ) صحابي من بني عبد الأشهل من الأوس، أسلم يوم معركة أحد، وقتل يومها، وما صلّى صلاة واحدة، فذكروه للنبي محمد، فقال: «إنه لمن أهل الجنّة».